# Gnophos maichuris
Gnophos maichuris är en fjärilsart som beskrevs av Shchetkin 1980. Gnophos maichuris ingår i släktet Gnophos och familjen mätare. Inga underarter finns listade i Catalogue of Life.